# Atsuo Asami
Atsuo Asami (浅見 敦夫, Asami Atsuo) est un astronome amateur japonais né à Hadano. Il dirige un petit observatoire astronomique privé situé à environ 60 km au sud-ouest de Tokyo, utilisé principalement pour des observations des comètes et des objets mineurs. Asami est également membre de la Japan Spaceguard Association (en) (JSGA). Le Centre des planètes mineures le crédite de la découverte de 7 astéroïdes entre 1997 et 1999.
| (13691) Akie          | 30 septembre 1997 |
| (13815) Furuya        | 22 décembre 1998  |
| (17683) Kanagawa      | 10 janvier 1997   |
| (39799) Hadano        | 23 octobre, 1997  |
| (47086) Shinseiko     | 10 janvier 1999   |
| (55875) Hirohatagaoka | 1er novembre 1997 |
| (152647) Rinako       | 29 octobre 1997   |